# Kipo
KIPO N.V. was een Nederlandse inkooporganisatie voor ambtenaren, gevestigd in Rotterdam, die aangesloten leden kortingen bood op uiteenlopende artikelen als meubelen, huishoudelijke apparaten en waspoeder. KIPO stond voor Knoops Inkoop Prijzen Organisatie. In 1973 werd het faillissement uitgesproken. Directeur Willem Bastiaan Knoops zette de onderneming daarna in afgeslankte vorm nog enige tijd voort onder een andere naam.

## Oprichting
De Rotterdamse zakenman L.J.P. Knoops richtte in 1921 de uitsluitend lokaal opererende inkooporganisatie GPIV (Gemeente Personeel Inkoop Vereniging) voor het Rotterdamse overheidspersoneel op. In 1940 werd de vereniging door de Duitse bezetter ontbonden. Na de Tweede Wereldoorlog breidde de vereniging haar werkgebied naar heel Nederland uit. In 1951 volgde Willem Bastiaan Knoops (1916) zijn vader op als directeur van de inmiddels KIPO genoemde inkooporganisatie.

## Organisatie en activiteiten
In 1966 bedroeg de contributie f 10 per vijf jaar, later werd dat bedrag verhoogd tot f 10 per jaar. De afdelingen met witgoed, dranken, koffie en een tweede meubelshowroom waren gevestigd aan de Glashaven en in december 1967 werd een foto-afdeling, genaamd Foto KIPO KINO N.V., aan de Posthoornstraat in Rotterdam geopend. In 1968 nam KIPO aan de Rotterdamse Coolhaven een nieuw pand in gebruik, waarin aanvankelijk de expeditie, een meubelshowroom en een restaurant voor klanten werden ondergebracht maar in 1971 de gehele onderneming. In Amsterdam had KIPO een vestiging aan de Singel.
In 1971 adverteerde KIPO met een korting van vijf (later: zes) cent per liter benzine, die bij ieder benzinestation getankt kon worden. Deze stunt leverde de organisatie naar eigen zeggen in één dag 200.000 nieuwe leden op. De voorwaarden dat leden, om in aanmerking te komen voor de korting, verplicht waren voor iedere liter benzine een gulden bij KIPO te besteden aan overige goederen en f 7,98 te betalen voor een benzinereglement werden echter niet duidelijk naar voren gebracht. 75.000 leden vroegen daarop hun contributie terug.
In 1966 zetten enkele meubelzaken fabrikanten van meubelen en gordijnstoffen onder druk om de contacten met KIPO te verbreken. Een eis in kort geding van KIPO om de boycot te beëindigen werd door de rechter afgewezen.
Over het aantal aangesloten leden en het aantal personeelsleden bestaat onduidelijkheid, omdat directeur Knoops daar wisselende mededelingen over deed. Aangenomen wordt dat de onderneming op het hoogtepunt 80.000 tot 100.000 leden en 150 man personeel had. Ten tijde van het faillissement had KIPO 40 personeelsleden.
Knoops haalde enkele malen het nieuws met opvallende liefdadigheidsacties. Begin 1965 betaalde hij de hulpactie voor de bemanning van een Filipijns vrachtschip, dat in de Rotterdamse haven aan de ketting lag en door de reder in de steek was gelaten. Als kennelijke tegenprestatie opende de Filipijnse ambassadeur later dat jaar KIPO's nieuwe filiaal in Amsterdam en in 1971 het pand aan de Coolhaven. Een jaar na de hulpactie betaalde Knoops de restauratie van de vervallen Noorse Zeemanskerk aan de Rotterdamse Westzeedijk. Ook hier was sprake van een tegenprestatie: KIPO's nieuwe foto-ontwikkelcentrale werd in 1973 door dominee Svensen van deze kerk geopend.
Eind 1971 maakte Knoops bekend dat de omstreden regisseur van massaspelen Carel Briels bij KIPO in dienst kwam om de public relations te behartigen. Een deurwaarder die zich een maand later bij KIPO meldde om beslag te leggen op het loon van Briels omdat deze zijn hondenbelasting niet had betaald, moest echter constateren dat Briels er inmiddels niet meer werkte.

## Surseance en faillissement
Eind 1972 bleek het bedrijf een schuldenlast van enkele miljoenen guldens te hebben, waaronder een miljoen gulden voor de inrichting van het nieuwe pand aan de Coolhaven en een vergelijkbaar bedrag aan achterstallige afdrachten van omzet- en loonbelasting. Knoops probeerde de onderneming te redden door de leden te vragen een miljoen gulden bijeen te brengen door hun contributie vooruit te betalen. Dit plan mislukte, onder andere omdat de Consumentenbond opriep geen geld te storten. In maart 1973 werd het faillissement van KIPO uitgesproken.

## Voortzetting activiteiten onder de naam KAKO
Na het faillissement van KIPO zette Knoops met twee zoons en vier werknemers zijn activiteiten voort onder de naam KAKO (Knoops Algemene Kortingen Organisatie), waarvan – volgens Knoops – 60.000 KIPO-leden tegen betaling van wederom f 10 lid werden. Volgens andere bronnen waren dat er echter slechts 5.000. KAKO beloofde de houders van KIPO-obligaties na zeven jaar hun geld terug te betalen en ook andere verplichtingen van KIPO na te zullen komen. KAKO was gevestigd aan de Tochtstraat in Rotterdam.
In 1974 kwam KAKO voor de laatste maal in het nieuws, toen het zijn leden de mogelijkheid bood vers vlees te bestellen met 30 procent korting. Het vlees werd, in polystyreen verpakking en gekoeld met droogijs, per post bij de klant afgeleverd.
Knoops overleed op 27 mei 1977.